# David Wong (okulista)
David Wong, właściwie David Sai Hung Wong, 黃世雄 (ur. 29 czerwca 1952) – okulista, chirurg witreoretinalny (szklistkowo-siatkówkowy), profesor nauk medycznych.

## Życiorys
W 1978 ukończył brytyjski University of Liverpool. W 1981 uzyskał Membership of the Royal Colleges of Physicians of the United Kingdom (MRCP UK), następnie Fellowship of the Royal Colleges of Surgeons (1983), Fellowship of the Royal College of Ophthalmologists (1989) oraz Fellowship of the Royal College of Physicians (2000 r.). W latach 2006–2013 był szefem Eye Institute University of Hong Kong, a następnie prodziekanem wydziału medycyny tej uczelni (2013–2015). Otrzymał tytuł honorowego profesora katedry optometrii w Hong Kong Polytechnic University (2006) oraz Department of Medicine macierzystego University of Liverpool (2005). Ponadto jest honorowym konsultantem w zakresie okulistyki w Royal Liverpool Hospital. W latach 2006–2014 był szefem okulistyki (ang. chief of service) w hongkońskim Queen Mary Hospital. W ramach londyńskiego Royal College of Ophthalmologists pełnił w latach 2003–2007 funkcję wiceprezesa i przewodniczącego komitetu naukowego. Był także prezesem British and Eire Association of Vitreoretinal Surgeons (BEAVRS).
Jest redaktorem działu (ang. section editor) czasopism okulistycznych: „British Journal of Ophthalmology" (od 2001) oraz „Eye" (od 2012). Ponadto od 2003 jest członkiem rady redakcyjnej „Chinese Journal of Fundus and Ocular Disease". Od 2009 wraz z Antonią Joussen (profesorem i szefem kliniki okulistyki szpitala uniwersyteckiego Charité w Berlinie) jest redaktorem naczelnym niemieckiego czasopisma naukowego „Graefe's Archive for Clinical and Experimental Ophthalmology".
W pracy badawczej i klinicznej specjalizuje się w retinologii, to znaczy zagadnieniach okulistycznych dotyczących siatkówki, w szczególności m.in.: witreoretinopatii proliferacyjnej, zwyrodnieniu plamki żółtej oraz w rozwoju nowych technik chirurgii oka.
Wielokrotnie wyróżniany i nagradzany, m.in. w 2009 przez szwajcarski Klub Julesa Gonina w Lozannie skupiający specjalistów zajmujących się badaniami siatkówki.